# 몰롱글로밸리구

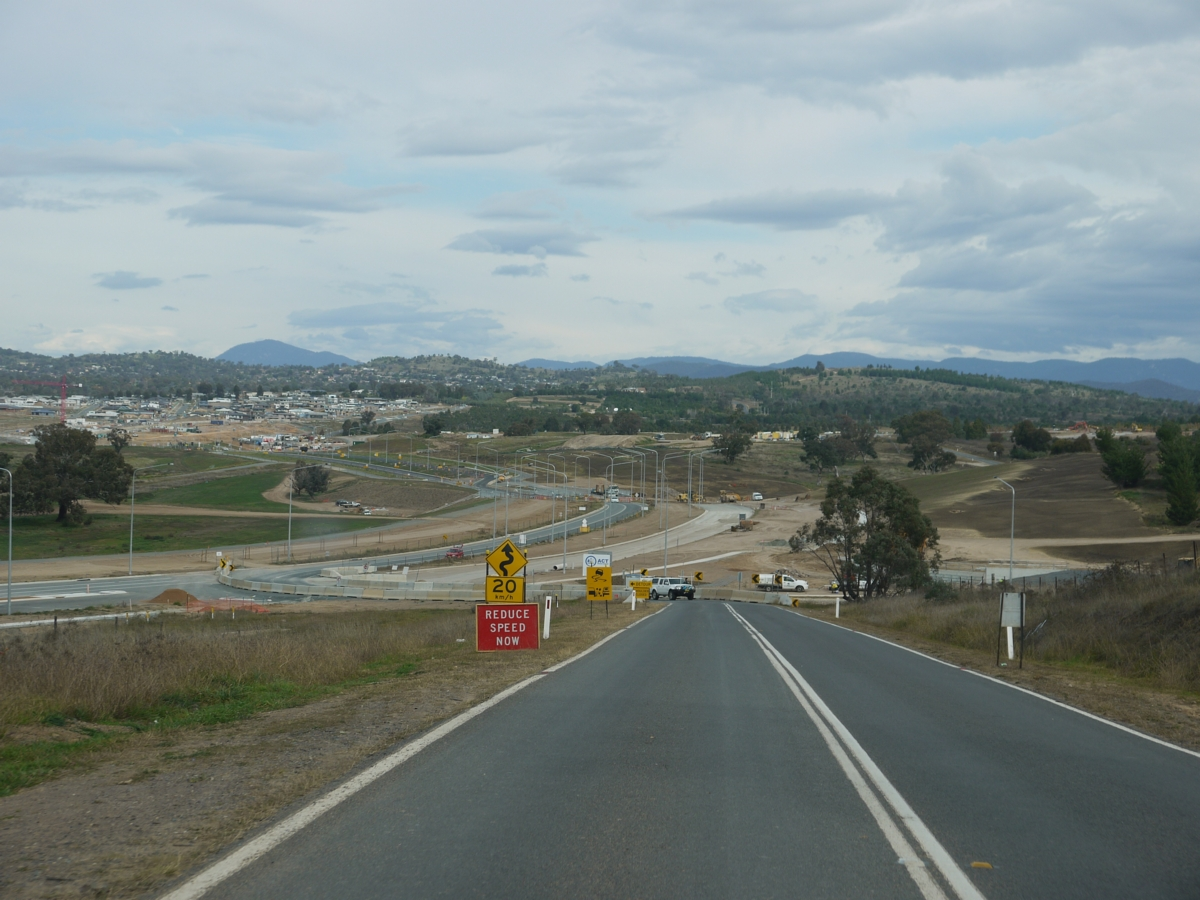
몰롱글로밸리 구를 지나가는 도로

몰롱글로밸리구(영어: District of Molonglo Valley)는 오스트레일리아 오스트레일리아 수도 준주의 행정 구역이다. 넓이는 27.2km2이고, 인구는 2016년 기준으로 4,578명이다. 캔버라시티(Canberra City)에서 서쪽으로 10km 정도 떨어진 곳에 위치한다. 2009년에 개발이 시작되었다. 몰롱글로는 오스트레일리아 원주민 언어로 "천둥소리"를 뜻한다.

## 행정 구역
- 쿰스 동
- 라이트 동
- 몰롱글로 동

## 같이 보기
- 캔버라